# الغنادرة
الغنادرة هي جماعة قروية مغربية غرب المغرب. تنتمي الغنادرة لإقليم سيدي بنور. تضم هذه القرية 32.091 نسمة (إحصاء 2004). وتقع بقربها عدة قرى صغيرة من بينها قرية بن حمدون.